# Prairie City (Illinois)
Prairie City és una població dels Estats Units a l'estat d'Illinois. Segons el cens del 2000 tenia 461 habitants.

## Demografia
Segons el cens del 2000, Prairie City tenia 461 habitants, 155 habitatges, i 119 famílies. La densitat de població era de 176,2 habitants/km².